# Beara-Halbinsel
Die Beara-Halbinsel (irisch Béarra, auch Caha-Halbinsel genannt) liegt im Südwesten von Irland südlich der Iveragh-Halbinsel (mit dem Ring of Kerry) und gehört zum kleineren Teil zum County Kerry, während der größere zum County Cork gehört. Sie liegt westlich der Passstraße, die die Orte Kenmare im County Kerry und Glengarriff im County Cork verbindet.
Die Halbinsel ist bergig mit nur wenigen Wäldern, etwa 50 km lang und am Anfang 15 km breit. Sie verjüngt sich keilförmig. An ihrem Ende liegt Dursey Island. Südlich vor der Beara-Halbinsel bei Castletownbere, dem größten Ort der Halbinsel, liegt Bere Island. Durch die vorgelagerte Insel wird der Hafen der Stadt seeseitig geschützt. Castletownberehaven ist der zweitgrößte Naturhafen der Welt (nach Sydney in Australien). Er war lange Zeit von großer strategischer Bedeutung. Auf Bere-Island befinden sich zahlreiche militärische Befestigungen aus historischer Zeit.
In ihrer touristischen Attraktivität fällt die Beara-Halbinsel gegenüber den nördlicheren Halbinseln nur wenig ab. Die Küstenringstraße, der Ring of Beara ist jedoch wegen der engen und kurvigen Straße für Reisebusse über 2,8 t und Wohnmobile gesperrt, daher ist sie touristisch weniger erschlossen.
Zwischen Lauragh und Adrigole wird das Gebirge durch eine schmale Straße über den Healy Pass gequert. Hier blickt man auf das Tal mit dem See Glenmore Lake, um den im Mai Rhododendronbüsche blühen.
Die Halbinsel ist nach der altirischen Fruchtbarkeitsgöttin Beara (Caillech Bhéarra) benannt und hat außer dem Felsen von Kilcatherine an der Nordküste, der der Göttin gewidmet ist, eine Ansammlung an prähistorischen Monumenten. Die Christianisierung von Beara erfolgte durch die „Nonne von Beara“. Es gibt auch Quellen, die besagen, der Name Beara käme von der spanischen Prinzessin Bera, die die Frau des ersten Königs von Munster war.
Cork und Kerry bieten eine Konzentration von:
- über 600 Menhiren
- 200 kurzen Steinreihen mit bis zu sechs Steinen
- 87 Boulder Burials (Hügelgräber)
- 18 Wedge Tombs (Keilgräber)
- vielen Steinkreisen.

Die Zahl der Steinkreise ist unübersehbar. Unter ihnen ragen die von Ardgroom, Derrintaggart West, Dromroe, Kenmare und Uragh heraus. Wedge Tombs (z. B. Killough Ost und Kilmacowen) und Boulder Burials sind Vertreter der megalithischen Bautypen. Hier ist auch ein Sortiment an Bullaun- und Oghamsteinen sowie der Typ des Ringforts (Teernahillane) vertreten. Nicht zuletzt sind die für Irland obligatorischen Heiligen Quellen zahlreich. Der Kupfer- und der zugehörige Malachitabbau zwischen Allihies und Castletownbere hat eine mehrtausendjährige Tradition.

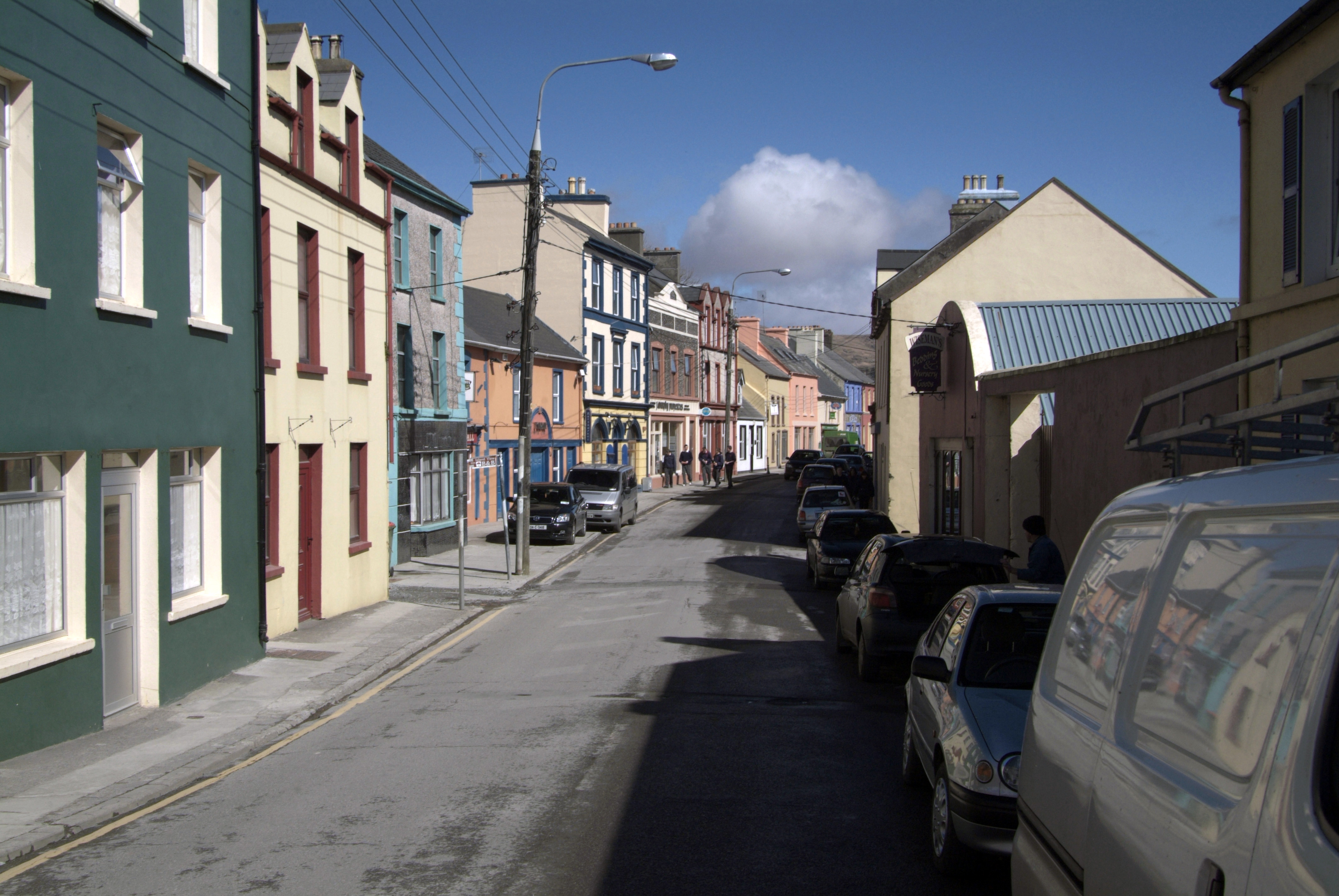
Bunte Häuser an der Hauptstraße von Castletownbere
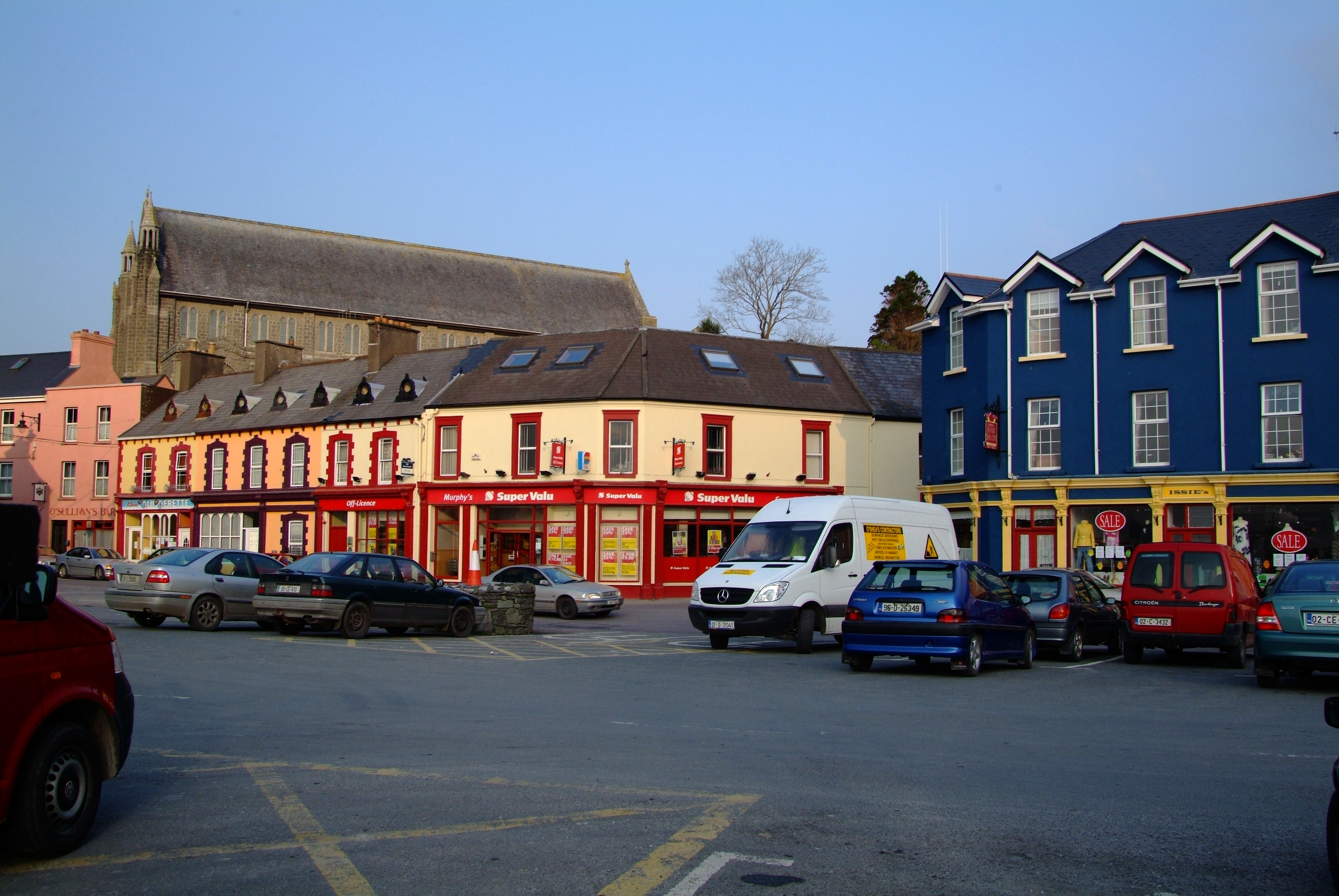
The Square – Das Ortszentrum von Castletownbere
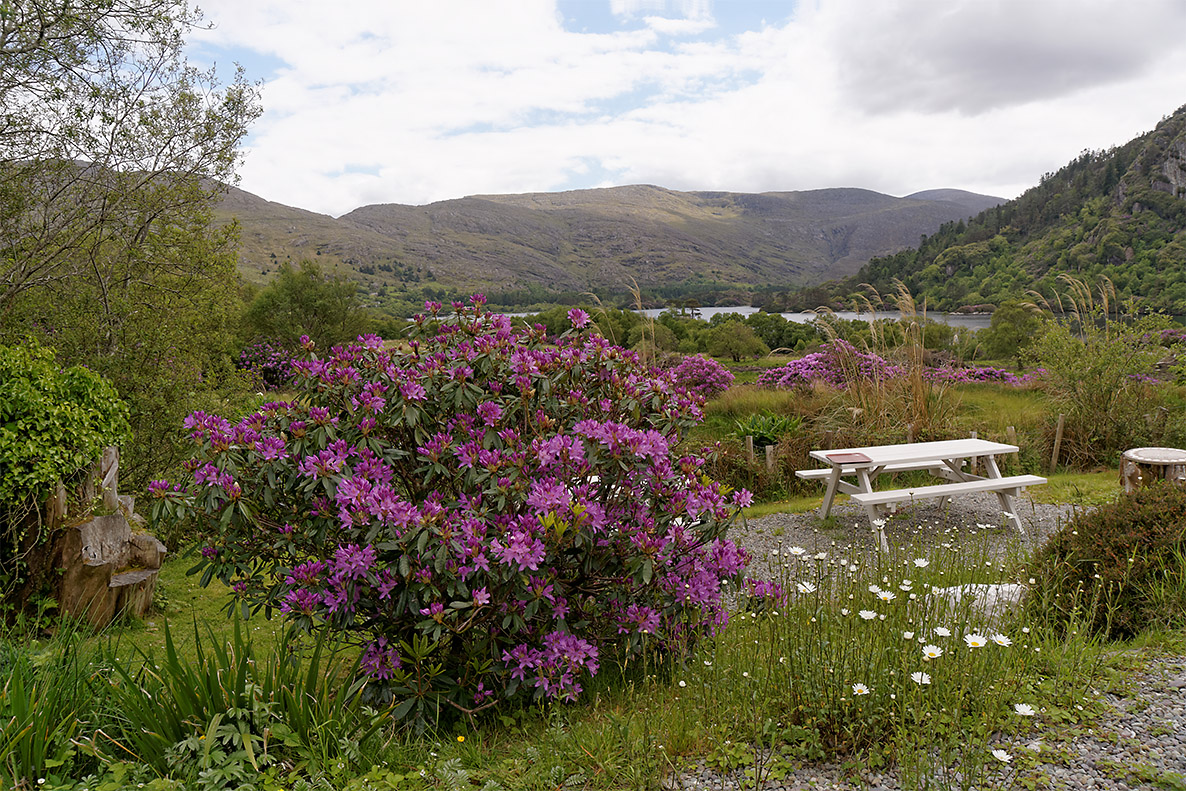
Glenmore Lake mit Rhododendren